# Abel San Martín
Abel San Martín Campo (Baños de Río Tobía, La Rioja, 11 de septiembre de 1927-Calahorra, 2 de noviembre de 1980) fue un pelotari español, hijo de una familia numerosa. Su abuelo paterno era el barbero del pueblo, de ahí el origen de su apodo.
En 1947 obtuvo su primer triunfo importante al proclamarse Campeón de España aficionado de mano individual en Barcelona, y a su vez, ganó la final de mano parejas aficionado, junto con Titín, padre de Titín III. 
Ya como profesional quedó campeón de España en 1953 al lograr el título manomanista tras renunciar Miguel Gallastegui a la defensa del título. Al año siguiente no pudo retener la txapela al perder la final con cierta facilidad con Soroa II.
El 9 de abril de 1967 recibió la Medalla al Mérito Deportivo.
Su gran juego fue el inicio de la equiparación del nivel de los pelotaris riojanos con los vascos. Hoy el frontón de su localidad natal lleva su nombre, Barberito I, y la Federación Riojana de Pelota organiza anualmente un torneo juvenil denominado Barberito.

## Finales manomanista
| Año  | Campeón     | Subcampeón      | Tanteo | Frontón  |
| ---- | ----------- | --------------- | ------ | -------- |
| 1953 | Barberito I | Gallastegui (1) |        |          |
| 1954 | Soroa II    | Barberito I     | 22-04  | Astelena |

(1) Gallastegui renunció a jugar la final por diferencias con la Federación Española de Pelota

## Finales del Cuatro y Medio
| Año  | Campeón     | Subcampeón  | Tanteo | Frontón              |
| ---- | ----------- | ----------- | ------ | -------------------- |
| 1955 | Barberito I | Ogueta      | 22-20  | Municipal de Vergara |
| 1956 | Barberito I | Chicuri     | 22-12  | Astelena             |
| 1957 | Ogueta      | Barberito I | 22-03  |                      |

## Como aficionado
Campeonato de España aficionado, individual
| Año  | Campeón     | Subcampeón | Tanteo | Frontón            |
| ---- | ----------- | ---------- | ------ | ------------------ |
| 1947 | Barberito I |            |        | Colón de Barcelona |

Campeonato de España aficionado, parejas
| Año  | Campeón             | Subcampeón | Tanteo | Frontón            |
| ---- | ------------------- | ---------- | ------ | ------------------ |
| 1947 | Barberito I - Titín |            |        | Colón de Barcelona |

## Condecoraciones
- Medalla al mérito deportivo, (1967)